# A2B
A2B는 히어로 에코 그룹이 소유한 영국과 미국의 전기자전거 회사이다.